# 柳瀬陽介
柳瀬 陽介（やなせ ようすけ、1963年 - ）は、日本の教育学者。英語教育学専攻。京都大学国際高等教育院教授、京都大学大学院人間・環境学研究科教授。

## 人物・経歴
福岡県生まれ。山口県立下関西高等学校を経て、広島大学教育学部教科教育学科英語教育専修卒業。広島大学大学院教育学研究科博士課程前期教科教育学専攻修了、教育学修士。広島大学大学院教育学研究科博士課程後期教科教育学専攻単位取得満期退学。1991年広島修道大学法学部講師。1999年広島大学教育学部助教授。2001年広島大学大学院教育学研究科英語教育学専攻助教授。2004年広島大学より博士（教育学）の学位を取得。2012年広島大学大学院教育学研究科英語教育学専攻教授。2019年京都大学国際高等教育院附属国際学術言語教育センター教授。2020年京都大学大学院人間・環境学研究科共生人間学専攻外国語教育論講座教授（協力教員）。

## 著書
- 『英語学力差はどこから生じるのか : 入門期のドキュメント』（山田純, 松浦伸和と共著）大修館書店 1988年
- 『模倣の原理と外国語習得』広島修道大学総合研究所 1994年
- 『第二言語コミュニケーション力に関する理論的考察 : 英語教育内容への指針』溪水社 2006年
- 『15 : 中学生の英詩が教えてくれること : かって15歳だった全ての大人たちへ』（中嶋洋一, 幸若晴子, 大津由紀雄と共著）ベネッセコーポレーション 2006年
- 『小学校からの英語教育をどうするか』（小泉清裕と共著）岩波書店 2015年
- 『言葉で広がる知性と感性の世界 : 英語・英語教育の新地平を探る』（西原貴之と共編著）溪水社 2016年